# Wolfgang Grandefeld
Wolfgang Grandefeld (11 de Fevereiro de 1917 - 27 de Abril de 1943) foi um comandante de U-Boot que serviu na Kriegsmarine durante a Segunda Guerra Mundial.